# O (слово латинице)
O је петнаесто слово латинице, двадесетпрво гајице и ознака за кисеоник у хемији.

## Историја
Слово O је почело као египатски хијероглиф Ir, да би се, као феничко Ayin и као грчко Omega и Omikron, кроз векове развило у O какво данас познајемо.
| D4 |

| D4 |

| Велико писано O | Старо Турско O | Савремено курзив O | Сигнално наутичко O - ICS Oscar | Брајева абецеда O | Абецеда глувонемих O |
| --------------- | -------------- | ------------------ | ------------------------------- | ----------------- | -------------------- |
| Велико писано O | Старо турско O | Савремено курзив O | Сигнално наутичко O             | Брајева абецеда O | Абецеда глувонемих O |

## Погледај остало
| Слова латиничке абецеде | Слова латиничке абецеде | Слова латиничке абецеде | Слова латиничке абецеде | Слова латиничке абецеде | Слова латиничке абецеде | Слова латиничке абецеде | Слова латиничке абецеде | Слова латиничке абецеде | Слова латиничке абецеде | Слова латиничке абецеде | Слова латиничке абецеде | Слова латиничке абецеде | Слова латиничке абецеде | Слова латиничке абецеде | Слова латиничке абецеде |
| ----------------------- | ----------------------- | ----------------------- | ----------------------- | ----------------------- | ----------------------- | ----------------------- | ----------------------- | ----------------------- | ----------------------- | ----------------------- | ----------------------- | ----------------------- | ----------------------- | ----------------------- | ----------------------- |
| A                       | B                       | C                       | D                       | E                       | F                       | G                       | H                       | I                       | J                       | K                       | L                       | M                       | N                       | O                       | P                       |
| Q                       | R                       | S                       | T                       | U                       | V                       | W                       | X                       | Y                       | Z                       |                         |                         |                         |                         |                         |                         |

| Слова српске латиничке абецеде | Слова српске латиничке абецеде | Слова српске латиничке абецеде | Слова српске латиничке абецеде | Слова српске латиничке абецеде | Слова српске латиничке абецеде | Слова српске латиничке абецеде | Слова српске латиничке абецеде | Слова српске латиничке абецеде | Слова српске латиничке абецеде | Слова српске латиничке абецеде | Слова српске латиничке абецеде | Слова српске латиничке абецеде | Слова српске латиничке абецеде | Слова српске латиничке абецеде |
| ------------------------------ | ------------------------------ | ------------------------------ | ------------------------------ | ------------------------------ | ------------------------------ | ------------------------------ | ------------------------------ | ------------------------------ | ------------------------------ | ------------------------------ | ------------------------------ | ------------------------------ | ------------------------------ | ------------------------------ |
| A                              | B                              | C                              | Č                              | Ć                              | D                              | DŽ                             | Đ                              | E                              | F                              | G                              | H                              | I                              | J                              | K                              |
| L                              | LJ                             | M                              | N                              | Nj                             | O                              | P                              | R                              | S                              | Š                              | T                              | U                              | V                              | Z                              | Ž                              |

- Погледај и О (ћириличко)
- Погледај и Брајева азбука
- Погледај и Морзеова абецеда
- Погледај и Поморске сигналне заставе